# Julia Blázquez de Morata
Julia Blázquez de Morata (Madrid, segle XIX) va ser una pintora espanyola.
Natural de Madrid, se'n tenen molt poques dades d'ella. Va ser deixebla de Jacinto González i Antonio García. Participà a l'Exposició Nacional de Belles Arts de 1871, on va exposar una obra titulada La Caritat, que va ser molt elogiada. No se'n tenen més dades, tret que va ser guitarrista aficionada i que el compositor i músic Josep Costa i Hugas va dedicar-li un peça per a guitarra anomenada Julia: Rêverie Brillante el 1872.